# Windermere (sjö)

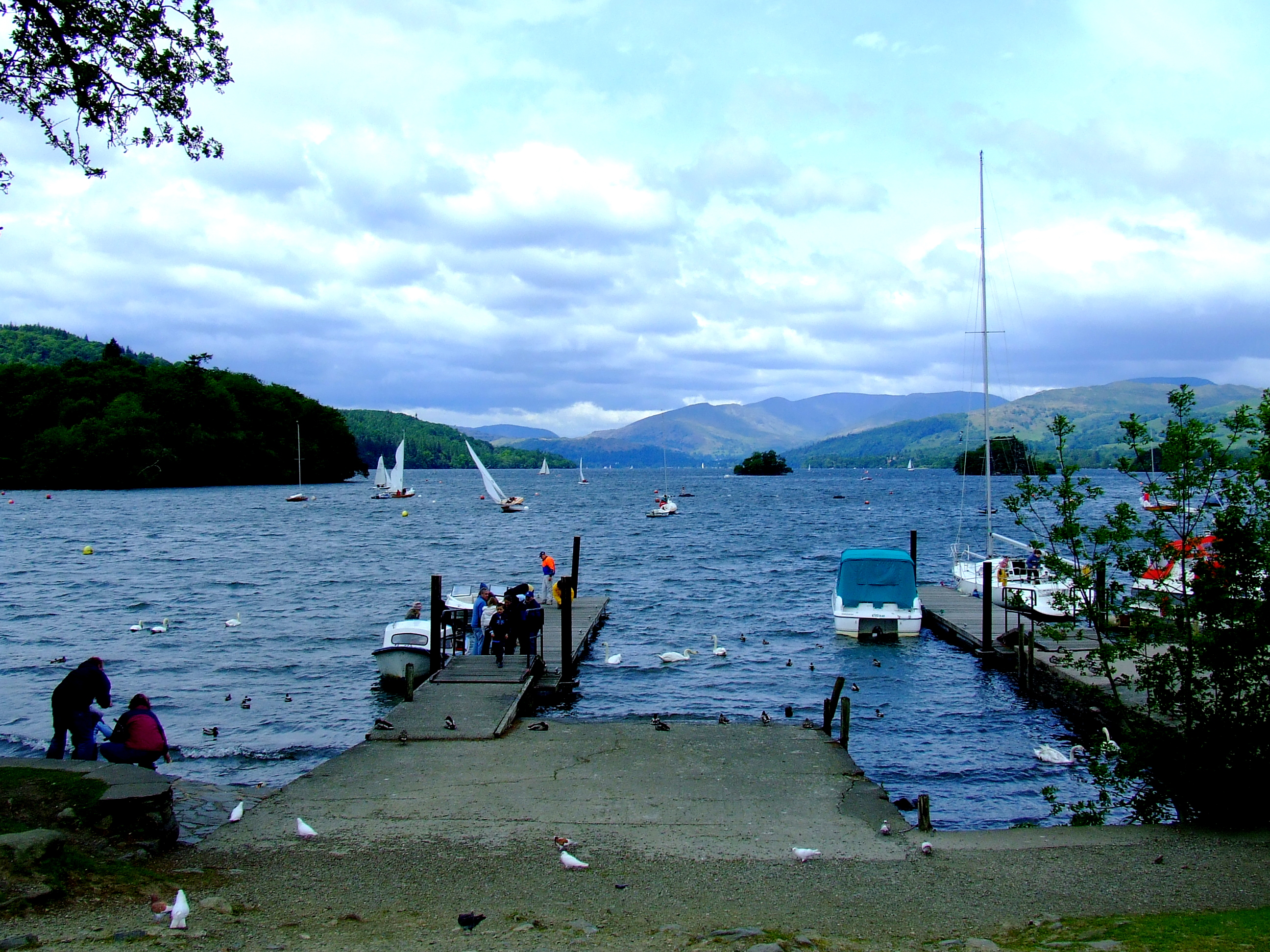
Windermere vid Bowness-on-Windermere

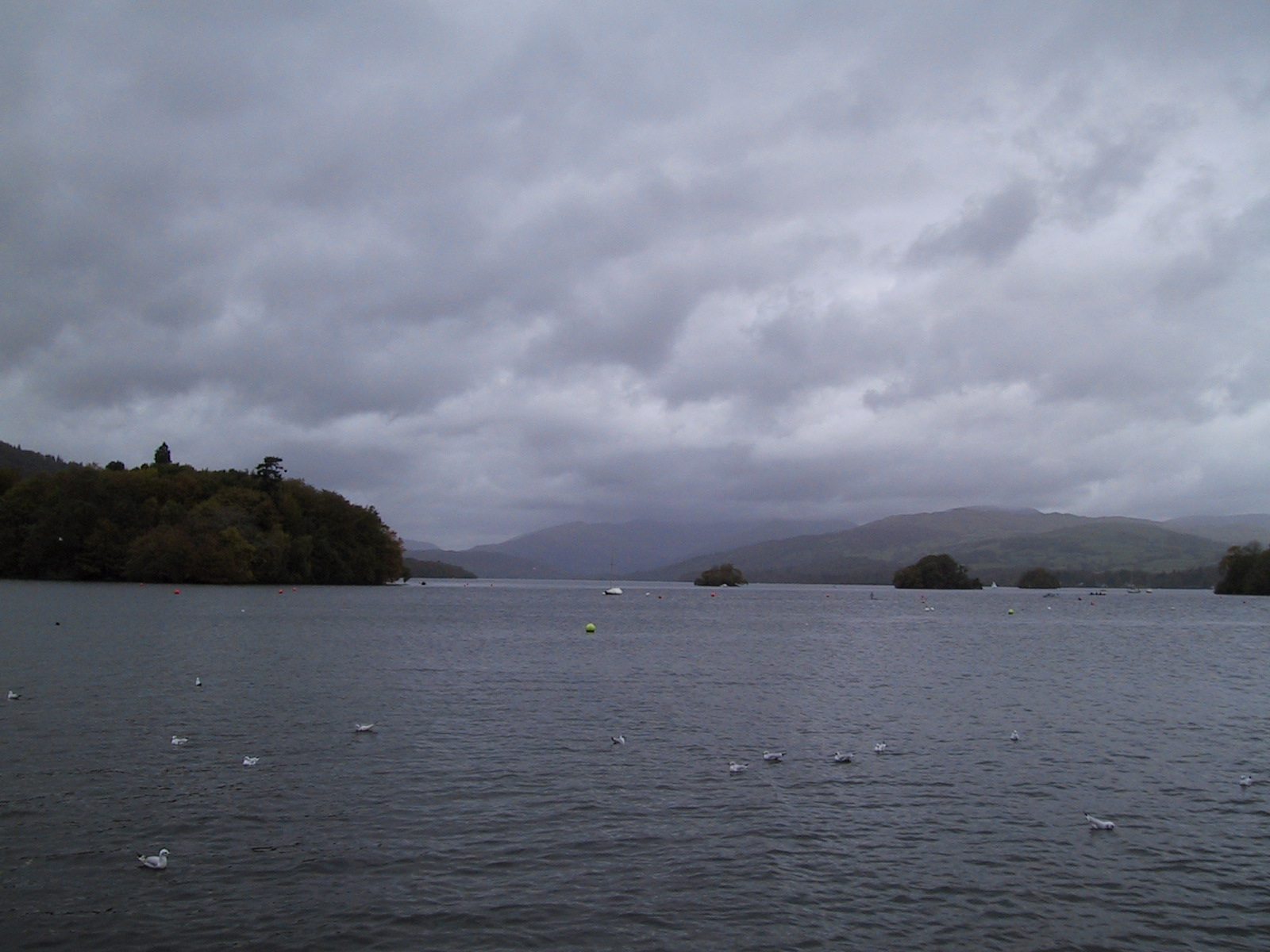
Windermere

Windermere är Englands största sjö och ligger i Lake Districts nationalpark. Sjön är en av riksdelens mest populära platser för semestrar och sommarhus sedan 1847, då järnvägen Kendal and Windermere öppnades. 
Windermere är cirka 17 kilometer lång och varierar från 400 till 1.500 meter i bredd. Sjön har en yta på 14,7 kvadratkilometer. Det största djupet är 65 meter och finns i sjöns norra ände. Medeldjupet är 40 meter. 
Sjön avtappas genom Leven, som rinner från sjöns södra ända.